# French Open-mesterskabet i mixed double 2016
French Open-mesterskabet i mixed double 2016 var den 104. turnering om French Open-mesterskabet i mixed double. Turneringen var en del af French Open 2016 og blev spillet i Stade Roland Garros i Paris, Frankrig i perioden 26. maj - 2. juni 2016 med deltagelse af 32 par.
Mesterskabet blev vundet af Martina Hingis og Leander Paes, som i finalen besejrede Sania Mirza og Ivan Dodig med 4−6, 6−4, [10−8]. Hingis og Paes opnåede dermed (både hver for sig og som par) en karriere-grand slam i mixed double, idet begge tidligere havde vundet mixed double-titlerne i Australian Open, Wimbledon og US Open. For Martina Hingis var sejren den 22. grand slam-titel i karrieren, heraf den femte i mixed double. Leander Paes opnåede sin 10. grand slam-titel i mixed double, og den 18. grand slam-titel i alt, og den 42-årige inder blev den blot tredje spiller i den åbne æra, der opnåede en karriere-grand slam i både herredouble og mixed double. De to første var Todd Woodbridge og Mark Woodforde.
Bethanie Mattek-Sands og Mike Bryan var forsvarende mestre, men ingen af dem stillede op i dette års turnering.

## Pengepræmier og ranglistepoint
Den samlede præmiesum til spillerne i mixed double androg € 431.000 (ekskl. per diem), hvilket var en stigning på knap 4 % i forhold til året før.
| Resultat               | Pengepræmier | Pengepræmier | Ændring ift. 2015 |
| Resultat               | Pr. par      | Total        | Ændring ift. 2015 |
| ---------------------- | ------------ | ------------ | ----------------- |
| Vindere (1)            | € 116.000    | € 116.000    | +1,8 %            |
| Finalister (1)         | € 58.000     | € 58.000     | +1,8 %            |
| Semifinalister (2)     | € 28.500     | € 57.000     | +1,8 %            |
| Kvartfinalister (4)    | € 16.000     | € 64.000     | +6,7 %            |
| Tabere i 2. runde (16) | € 8.500      | € 68.000     | +6,3 %            |
| Tabere i 1. runde (32) | € 4.250      | € 68.000     | +6,3 %            |
| Samlet præmiesum       | -            | € 431.000    | +3,9 %            |

## Turnering

### Deltagere
Turneringen har deltagelse af 32 par, der er fordelt på:
- 26 direkte kvalificerede par.
- 6 par, der har modtaget et wildcard.

#### Seedede spillere
Otte par blev seedet.
| Seedning | Rang. | Spiller                                   | Resultat    |
| -------- | ----- | ----------------------------------------- | ----------- |
| 1        | 9     | Chan Hao-Ching Jamie Murray               | Kvartfinale |
| 2        | 10    | Sania Mirza Ivan Dodig                    | Finale      |
| 3        | 17    | Kristina Mladenovic Pierre-Hugues Herbert | Semifinale  |
| 4        | 17    | Jaroslava Sjvedova Florin Mergea          | Anden runde |
| 5        | 19    | Jelena Vesnina Bruno Soares               | Kvartfinale |
| 6        | 27    | Andrea Hlaváčková Édouard Roger-Vasselin  | Semifinale  |
| 7        | 27    | Chan Yung-Jan Maks Mirny                  | Kvartfinale |
| 8        | 29    | Coco Vandeweghe Bob Bryan                 | Kvartfinale |

#### Wildcards
Seks par modtog et wildcard til turneringen.
| Spiller                             | Resultat     |
| ----------------------------------- | ------------ |
| Virginie Razzano Vincent Millot     | Første runde |
| Pauline Parmentier Julien Benneteau | Første runde |
| Chloé Paquet Benoît Paire           | Meldte afbud |
| Alizé Lim Paul-Henri Mathieu        | Første runde |
| Alizé Cornet Jonathan Eysseric      | Anden runde  |
| Mathilde Johansson Tristan Lamasine | Første runde |

### Resultater
| Chan Hao-Ching |
| Jamie Murray   |

| Daria Gavrilova |
| John Peers      |

| Chan Hao-Ching |
| Jamie Murray   |

| Tatjana Maria |
| Nicolas Mahut |

| Alla Kudrjavtseva |
| Rohan Bopanna     |

| Alla Kudrjavtseva |
| Rohan Bopanna     |

| Chan Hao-Ching |
| Jamie Murray   |

| Katarina Srebotnik |
| Alexander Peya     |

| Andrea Hlaváčková |
| É. Roger-Vasselin |

| Galina Voskobojeva |
| Fabrice Martin     |

| Galina Voskobojeva |
| Fabrice Martin     |

| A. Medina Garrigues |
| Scott Lipsky        |

| Andrea Hlaváčková |
| É. Roger-Vasselin |

| Andrea Hlaváčková |
| É. Roger-Vasselin |

| Andrea Hlaváčková |
| É. Roger-Vasselin |

| Jaroslava Sjvedova |
| Florin Mergea      |

| Martina Hingis |
| Leander Paes   |

| Lucie Hrdecká    |
| Marcin Matkowski |

| Jaroslava Sjvedova |
| Florin Mergea      |

| Martina Hingis |
| Leander Paes   |

| Martina Hingis |
| Leander Paes   |

| Anna-Lena Grönefeld |
| Robert Farah        |

| Martina Hingis |
| Leander Paes   |

| Andreja Klepač |
| Treat Huey     |

| Jelena Vesnina |
| Bruno Soares   |

| Oksana Kalasjnikova |
| Jean-Julien Rojer   |

| Andreja Klepač |
| Treat Huey     |

| Abigail Spears |
| J.S. Cabal     |

| Jelena Vesnina |
| Bruno Soares   |

| Jelena Vesnina |
| Bruno Soares   |

| Martina Hingis |
| Leander Paes   |

| Coco Vandeweghe |
| Bob Bryan       |

| Sania Mirza |
| Ivan Dodig  |

| Virginie Razzano |
| Vincent Millot   |

| Coco Vandeweghe |
| Bob Bryan       |

| Pauline Parmentier |
| Julien Benneteau   |

| Chuang Chia-Jung |
| Henri Kontinen   |

| Chuang Chia-Jung |
| Henri Kontinen   |

| Coco Vandeweghe |
| Bob Bryan       |

| Xu Yifan       |
| Marin Draganja |

| Kristina Mladenovic |
| P. Herbert          |

| Alizé Lim          |
| Paul-Henri Mathieu |

| Xu Yifan       |
| Marin Draganja |

| A. Parra Santonja |
| Mate Pavić        |

| Kristina Mladenovic |
| P. Herbert          |

| Kristina Mladenovic |
| P. Herbert          |

| Kristina Mladenovic |
| P. Herbert          |

| Chan Yung-Jan |
| Maks Mirny    |

| Sania Mirza |
| Ivan Dodig  |

| Simona Halep |
| Horia Tecău  |

| Chan Yung-Jan |
| Maks Mirny    |

| Jelena Janković |
| Nenad Zimonjić  |

| Jelena Janković |
| Nenad Zimonjić  |

| Raquel Atawo  |
| Raven Klaasen |

| Chan Yung-Jan |
| Maks Mirny    |

| Alizé Cornet      |
| Jonathan Eysseric |

| Sania Mirza |
| Ivan Dodig  |

| Johanna Konta |
| Daniel Nestor |

| Alizé Cornet      |
| Jonathan Eysseric |

| Mathilde Johansson |
| Tristan Lamasine   |

| Sania Mirza |
| Ivan Dodig  |

| Sania Mirza |
| Ivan Dodig  |